# Corpus Medicorum Graecorum
Pour les articles homonymes, voir CMG.
Le Corpus Medicorum Graecorum (CMG) est un recueil de textes médicaux écrits en grec ancien par des médecins ou des scientifiques de l’Antiquité. Instauré en 1907, ce projet est en 2009 géré par la Berlin-Brandenburgische Akademie der Wissenschaften.